# Tarchalskie
Tarchalskie – osada leśna w Polsce położona w województwie wielkopolskim, w powiecie ostrowskim, w gminie Przygodzice. 
W latach 1975–1998 miejscowość administracyjnie należała do województwa kaliskiego.